# Тосна
Тосна (рус. Тосна) река је на северозападу европског дела Руске Федерације. Протиче преко територија Лушког, Тосњенског и Кировског рејона Лењинградске области . Лева је притока реке Неве и део басена Финског залива Балтичког мора.
Назив јој потиче од старословенске речи Тъсьнъ, у преводу уска.
Река Тосна извире на око 5 km северозападно од села Поддубје, на северу Лушког рејона. Од изворишта тече у смеру севера и након 121 km тока улива се у реку Неву као њена лева притока (код града Отрадноје на подручју Кировског рејона), на око 44 km узводно од њеног ушћа у Фински залив. Целим својим током пролази преко подручја Приневске низије, низијског подручја уз долину реке Неве и њених левих притока. Укупна површина сливног подручја је 1.640 km², а ширина корита варира од 5 до 30 метара. Карактерише је доста мала вертикална разлика између изворишта и ушћа, а просечан пад по километру тока је свега око 0,49 метара.
Обале су доста ниске и значајно замочварене, те обрасле мешовитим шумама. Нешто издигнутије и сувље обале налазе се у централним деловима тока. Најважније притоке су Саблинка и Лустовка (обе са леве стране).
На њеним обалама налазе се градови Тосно, Никољскоје и Отрадноје, те варошица Уљановка.
Река је доста богата рибом (клен и кленић), а у њој живе и значајније популације видри и даброва.
Уз доњи део тока реке Тосне при ушћу Саблинке налази се Саблињски споменик природе, споменик природе специфичан по бројним пећинама.